# Lymantria kolthoffi
Lymantria kolthoffi este o specie de molii din genul Lymantria, familia Lymantriidae, descrisă de Felix Bryk 1949 Conform Catalogue of Life specia Lymantria kolthoffi nu are subspecii cunoscute.